# Prybużżia
Prybużżia (ukr. Прибужжя) – wieś na Ukrainie, w obwodzie mikołajowskim, w rejonie wozniesieńskim, siedziba hromady. W 2001 liczyła 1989 mieszkańców.